# Paraschachnerite
La paraschachnerite è un minerale scoperto nel 1971 nella miniera di Landsberg, nel Verbandsgemeinde Alsenz-Obermoschel, in Germania. Il nome del minerale è stato assegnato in base alle sue relazioni con la schachnerite. La paraschachnerite è una lega di argento e mercurio di aspetto molto simile sia alla schachnerite che all'allargentum.
La paraschachnerite è stata sintetizzata riscaldando, in un tubo chiuso per 24 ore a 150 °C dei fili d'argento (61,73%) con mercurio.

## Morfologia
La paraschachnerite è stata trovata in cristalli fino ad un centimetro, anche se la maggior parte sono più piccoli, sempre geminati in maniera complessa secondo il piano (110).

## Origine e giacitura
La paraschachnerite è stata scoperta nella zona di ossidazione di una vecchia di miniera di mercurio. Si è formata per alterazione lungo i bordi e le fratture della moschellandsbergite. Si trova associata con argento nativo ricco di mercurio che va a sostituirla, limonite e, in minore quantità, ankerite, argentite e cinabro.